# 云南志略
《云南志略》是元朝官员李京修著的地方志。
李京是河北河间人，元大德五年（1301年）任乌撒乌蒙道宣慰副使，他为措办军需奔走云南各地，以其见闻写成《云南志略》，大德七年形成初稿，随即上报朝廷，约在至顺年间完成定本。

## 内容
《云南志略》原为四卷，在明清间散佚，现仅存元末陶宗仪编纂的《说郛》中节选的《云南总叙》和《诸夷风俗》两篇。《云南总叙》考述秦汉至元初的云南历史。《诸夷风俗》叙述白人、罗罗、金齿百夷、末些蛮、土僚蛮、野蛮、幹泥蛮、蒲蛮等民族的风俗。该书有李京自序，虞集、元明善序。原书分目体例无考，根据序言，全书内容为人物、风俗、山川、物产及纪行诸诗等。

## 版本
涵芬楼本《说郛》卷三十六收录《云南总叙》及《诸夷风俗》两篇。陶珽重编《说郛》仅收《云南总叙》，且文字与涵芬楼本《说郛》有差异。《古今图书集成》《滇系》《云南备征志》也有收录，所据应为重编本《说郛》。
王叔武以涵芬楼排印明钞本《说郛》本为底本，对《云南志略》进行校勘及辑佚，于1986年由云南民族出版社出版。